# Cyclosa dianasilvae
Cyclosa dianasilvae là một loài nhện trong họ Araneidae.
Loài này thuộc chi Cyclosa. Cyclosa dianasilvae được Herbert Walter Levi miêu tả năm 1999.